# حسفلة
حِسْفِلَة جنس من الأسماك في فصيلة جراحيات الموجودة في المحيط الأطلسي والهندي والمحيط الهادئ. توجد في المحيطات الاستوائية، وخاصة بالقرب من الشعاب المرجانية، مع وجود معظم الأنواع في المحيطين الهندي والهادئ و الباقي منها موجود في المحيط الأطلسي. لدى أنواعها زوج من الأشواك، أحدهما على جانبي قاعدة الذيل وهو حاد حدة خطير، مثل أفراد الفصيلة الآخرين.